# Asamblea de Macedonia del Norte
La Asamblea de la República de Macedonia del Norte (en macedonio:Собрание на Република Северна Македонија, transliterado: Sobranie na Republika Severna Makedonija) es el órgano unicameral que ostenta el poder legislativo en Macedonia del Norte. Su sede se ubica en la capital del país, Skopie. 
La asamblea es de tipo unicameral y está integrada por un número entre 120 y 140 diputados según lo estipulado por la constitución de la República de Macedonia.
Los diputados son escogidos mediante unas elecciones parlamentarias. El mandato de un diputado dura cuatro años y su cargo no puede ser revocado cuando su gestión aún está en curso.  
La organización y funcionamiento de la asamblea se rigen según la constitución de Macedonia del Norte.

## Sistema electoral
De los 123 escaños en la Asamblea de la República, 120 son elegidos en seis distritos electorales de 20 escaños cada uno utilizando una representación proporcional de lista cerrada, con escaños asignados utilizando el método d'Hondt. Los tres escaños restantes son elegidos por macedonios que viven en el extranjero, pero solo se llenan si el número de votos excede el del candidato elegido con la menor cantidad de votos en el interior del país en las elecciones anteriores. Si una lista cruza este umbral, gana un escaño; Para ganar dos escaños, una lista necesita ganar el doble de votos, y para ganar tres escaños el umbral es tres veces el número de votos. Estos asientos no se completaron en las elecciones de 2016 debido a una participación insuficiente.

## Atribuciones
Entre las atribuciones que ostenta la Asamblea de la República están las siguientes:
- adopta y modifica la Constitución de la República de Macedonia del Norte;
- adopta leyes y da interpretaciones auténticas de las mismas;
- determina las contrataciones públicas;
- aproba el presupuesto de la República y las cuentas anuales presupuestarias;
- adopta el plan espacial de la República;
- ratifica acuerdos internacionales;
- decide sobre la declaración de guerra y acuerdos de paz;
- toma decisiones sobre cualquier cambio de fronteras en la República;
- toma decisiones sobre la adhesión o renuncia del país a una unión o comunidad con otros estados;
- emite un aviso para un referéndum;
- toma decisiones sobre las reservas de la República;
- establece consejos;
- elige al Gobierno de la República de Macedonia;
- elige a los jueces del Tribunal Constitucional de la República de Macedonia del Norte;
- elige, nombra y destituye a los demás titulares de cargos públicos y otros que determinen la Constitución y la ley;
- ejerce control y supervisión política sobre el Gobierno y otros titulares de cargos públicos responsables ante la Asamblea;
- proclama amnistías
- ejerce otras actividades previstas por la Constitución.

Para el ejercicio de las funciones dentro de su ámbito de competencia, la Asamblea adopta decisiones, declaraciones, resoluciones, recomendaciones y conclusiones.

## Resultados de las elecciones de 2024
| Partido                               | Partido                                                                     | Votos     | %     | Escaños | +/–   |
| ------------------------------------- | --------------------------------------------------------------------------- | --------- | ----- | ------- | ----- |
|                                       | Tu Macedonia (VMRO-DPMNE y otros)                                           | 426 393   | 44,58 | 58      | +14   |
|                                       | Por un Futuro Europeo (SDSM y otros)                                        | 154 444   | 15,78 | 18      | –28   |
|                                       | Frente Europeo (Unión Democrática para la Integración y otros)              | 137 690   | 14,06 | 18      | +3    |
|                                       | VLEN (Alianza por los Albaneses y otros)                                    | 106 946   | 10,92 | 14      | +2    |
|                                       | La Izquierda                                                                | 68 636    | 7,01  | 6       | +4    |
|                                       | ZNAM – Por nuestra Macedonia                                                | 56 221    | 5,74  | 6       | Nuevo |
|                                       | Valiente por Macedonia (Integra - Partido Conservador de Macedonia y otros) | 4 522     | 0,46  | 0       | –28   |
|                                       | Nueva Alternativa                                                           | 3 516     | 0,36  | 0       | 0     |
|                                       | Abaja                                                                       | 2 909     | 0,30  | 0       | Nuevo |
|                                       | Tu Partido                                                                  | 1 794     | 0,18  | 0       | 0     |
|                                       | Macedonia Unida                                                             | 1 688     | 0,17  | 0       | Nuevo |
|                                       | Patria Macedonia                                                            | 1 099     | 0,11  | 0       | Nuevo |
|                                       | Tercera Era Macedonia – Soberanistas                                        | 968       | 0,10  | 0       | Nuevo |
|                                       | Demócratas                                                                  | 913       | 0,09  | 0       | 0     |
|                                       | El Derecho                                                                  | 535       | 0,05  | 0       | Nuevo |
| Votos nulos/en blanco                 | Votos nulos/en blanco                                                       | 27 469    | 2,73  | –       | –     |
| Total                                 | Total                                                                       | 978 967   | 100   | 120     | 0     |
| Votantes registrados/participación    | Votantes registrados/participación                                          | 1 815 350 | 55,44 | –       | –     |
| Fuente: Comisión Electoral del Estado |                                                                             |           |       |         |       |